# 王岿然
王岿然（1969年6月—），男，汉族，河南清丰人。1990年3月加入中国共产党，1991年7月参加工作。天津大学工学学士、工商管理硕士。曾任新疆维吾尔自治区发展和改革委员会党组书记、副主任，自治区对口援疆工作协调领导小组办公室主任。现任新疆維吾爾自治區人民政府秘书长

## 简历
曾任国家食品药品监督管理总局规划财务司副司长，国家发展改革委重大项目稽察特派员办公室稽察特派员（副司长级）；新疆维吾尔自治区发展和改革委员会党组副书记、副主任。
2021年3月，任新疆维吾尔自治区发展和改革委员会党组副书记、主任。
2025年5月，转任新疆維吾爾自治區人民政府秘书长